# Ештокин, Анатолий Андреевич
Анатолий Андреевич Ештокин (11 декабря 1946, Акмолинск — 8 июля 2015, Владивосток) — советский и российский приморский фотожурналист, автор фотоальбомов о Сибири и Дальнем Востоке.

## Биография
Отец — Ештокин Андрей Иванович, Мать — Ештокина Марья Андреевна. После рождения сына семья Ештокиных переехала в Баргузин.
Первым учителем Анатолия по фотоделу стал Виктор Андреевич Медведев, в фотокружке Баргузинского Дома пионеров. После окончания средней школы Анатолий устроился на работу в районную газету «Баргузинская правда» фотографом (редактор Натаев Павел Лазаревич).
Во время службы по призыву на Краснознамённом Тихоокеанском флоте, в 1967 году был привлечён в качестве фотографа во флотскую газету «Боевая вахта». За время службы Анатолий Ештокин сделал фоторепортажи о жизни почти всех гарнизонов и баз КТОФ — от Камчатки до Посьета. Во время проведения учебного пуска ракеты Анатолий стал единственным из фотографов, у которого получилось запечатлеть её во время отрыва. Позже этот снимок выставлялся под другой фамилией на фотовыставке в Германии, и был признан лучшим. Делал фотографии эпизодов масштабного военного учения «Океан-70» на КТОФ.
С 1970 года, по увольнению в запас, Анатолий Андреевич начал работу фотокорреспондентом в приморской краевой газете «Красное знамя». Анатолий одним из первых в Приморском крае начал осваивать цветную фотографию с применением различных творческих и технических приёмов. С 1971 года фотографии Анатолия стали печататься и через Агентство печати «Новости». В 1972 году запечатлел вход в бухту Золотой Рог учебного парусного судна «Эсмеральда» Чилийских ВМС и встречи моряков СССР с чилийскими моряками. Все негативы этих снимков он передал в дар музею имени В. К. Арсеньва.
Анатолий Ештокин, будучи сотрудником газеты «Красное Знамя», по предложению редактора Владимира Чухланцева, был утверждён в Москве одним из фотографов для освещения встречи, прошедшей с 23 по 24 ноября 1974 года во Владивостоке Генерального секретаря ЦК КПСС Леонида Ильича Брежнева с президентом США Джеральдом Фордом. И единственным фотографом из Приморского края на самой церемонии подписания советско-американского заявления по договору ОСВ-2. Позже фотографии с этой встречи экспонировались на различных выставках. За подготовленный материал был награжден Грамотой ЦК КПСС.
За время сотрудничества с АПН и редакцией «Красного Знамени» Анатолий Андреевич создал ряд фотоальбомов, буклетов, календарей, альманахов и открыток, посвящённых городам, природе, культуре Забайкалья и Дальнего Востока СССР, участвовал в международных фотовыставках. Первым фотоальбомом стал вышедший на трех языках (русский, английский, идиш) в 1980 году цветной фотоальбом «Еврейская автономная область». Позже освещал ход строительства байкало-амурской магистрали и зейской гидроэлектростанции, визит 1986 года во Владивосток генерального секретаря ЦК КПСС Михаила Горбачёва и визит 1990 года Председателя Президиума Верховного Совета РСФСР Бориса Ельцина, празднование 50-летия приморского комсомола и ход подготовки Владивостока к проведению саммита АТЭС-2012. Параллельно с основной работой Анатолий Андреевич до конца 1980-х годов преподавал фотодело в Художественном училище Владивостока (ныне краевое государственное автономное профессиональное образовательное учреждение «Приморский краевой художественный колледж»). Сотрудничество с АПН продолжилось до середины 1990-х годов. В 1996 году Анатолий Андреевич вместе с сыновьями Андреем и Алексеем основал собственное издательство, и назвал его «Владиздат». С 1999 года Анатолий Андреевич являлся действительным членом Русского географического общества — Общества изучения Амурского края. Для Общества изучения Амурского края вёл фотолетопись, и выполнил оцифровку около тысячи редких фотографий и архивных документов фонда ОИАК, которые стали доступны для исследователей. Оказывал помощь библиотеке ОИАК в подготовке к участию в книжных ярмарках «Сделано во Владивостоке». Организовывал фотовыставки под эгидой Русского географического общества. Принимал участие в международных фотопроектах. Анатолий Андреевич устраивал мастер-классы для школьников, надеясь создать во Владивостоке детскую школу современного фотоискусства.

«Свое знакомство с азами мастерства я начинал в фотокружке у Анатолия Андреевича. По сути, те, кто сегодня имеет опыт в нашей сфере — это ученики Ештокина. Все работы мастера- пример классики жанра, материал, на котором надо учиться искусству настоящей фотографии. У него было столько планов- на следующей неделе вместе мы планировали отправиться в автопробег по достопримечательностям родного края. Знаю, что это были бы как всегда уникальные фотографии».— Фотокорреспондент, главный редактор журнала «Семь чудес» Игорь Онучин

«Анатолий Ештокин — автор более 20 книг, под его авторством в свет вышли десятки фотоальбомов, проспектов и буклетов. Он снимал весь Дальний Восток — от Биробиджана до Южно-Сахалинска, создал уникальнейший фотоархив, вся история Приморского края и Дальнего Востока собрана по крупицам его руками. Он был правдив в каждом снимке — когда снимал генсеков и президентов, рисоводов и китобоев. И всегда умудрялся поймать и запечатлеть самое главное мгновение. Это был достойнейший человек с очень светлой душой».— Приморский журналист Евгений Козминых
8 июля 2015 года, на 69-м году жизни, Анатолий Андреевич умер. Последней работой, вышедшей в свет при жизни, стал фотоальбом «Залив Петра Великого». Анатолий Андреевич внёс значительный вклад в развитие фотографии Приморского края и Дальнего Востока.
9 декабря 2016 года в Главном корпусе Приморского государственного объединённого музея имени В. К. Арсеньева состоялось открытие выставки, на которой представлены более 90 фотографий Анатолия Андреевича.

## Соболезнования
- Департамент информационной политики Приморского края[6]
- Департамент культуры Приморского края[6].
- Приморский Союз журналистов[1].
- Приморское отделение РГО — Общество изучения Амурского края[7].
- Городской портал Уссурийска[8].

## Участие в фотовыставках
- 1982 год: «Знакомьтесь — Дальний Восток» (Россия, Москва).
- 1987 год: «Приморская весна» (Россия, Владивосток).
- 1996 год: Выставка приморских фотохудожников (Япония, Ниигата).
- 1996 год: Выставка приморских фотохудожников (Россия, Владивосток).
- 9 февраля — 16 февраля 2004 года: Фотовыставка, посвящённая 30-летию исторической встречи Президента США Джеральда Форда и Генерального секретаря КПСС Леонида Брежнева во Владивостоке (Россия, Владивосток)[9].
- Сентябрь 2005 года «Дни Хабаровска» (Япония, Ниигата)[10].
- 20 февраля — 5 марта 2008 года «Всё о спорте» (Россия, Владивосток)[11].
- 9 октября — 4 ноября 2008 года «В объективе Приморье» — 70-лет образования Приморского края (Россия, Владивосток)[12].
- 22 сентября — 1 октября 2012 года «Живопись. Музыка. Кино» (Россия, Владивосток)[13].